# Conyza pinnata
Conyza pinnata là một loài thực vật có hoa trong họ Cúc. Loài này được (L.f.) Kuntze mô tả khoa học đầu tiên năm 1898.